# Петхойлам
Петхойлам (вариант — Пешхойлам) — горная вершина в Шатойском районе Чеченской Республики.
Высота над уровнем моря составляет 1806 метр.

## География
Ближайший населённый пункт — Махкеты. Юго-восточнее села Харсеной Шатойского района находится гора Пешхойн-лам.

## Этимология
Название переводится как «гора пешхойцев».

## Общие сведения
По преданию тайпа пешхой некий Пешхо выиграл эту гору.